# 프로거

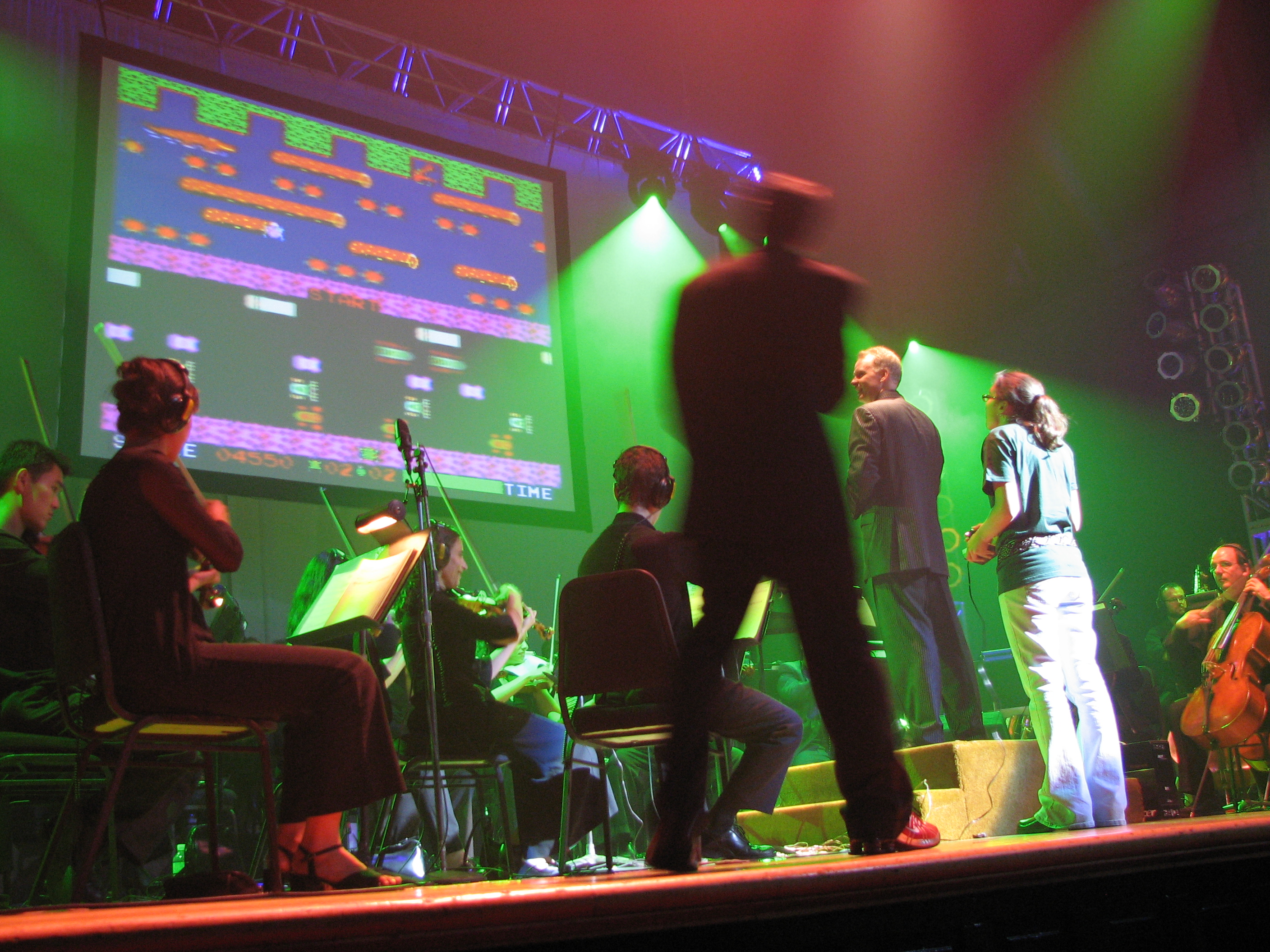
프로거를 즐기는 모습

《프로거》(フロッガー, Frogger)는 1981년 코나미에서 개발한 오락실 게임이다.

## 게임 방법
프로거는 가상의 개구리를 사용하여 도로와 강물을 건너게 하고 그 결과적으로 5마리의 개구리들이 길을 건너가는 것을 도우면서이다. 이 게임은 아타리, 매킨토시, 세가, 닌텐도, 코모도어, 리눅스, MSX 등으로 리메이크되거나 이식되었다.

## 평가
| 평가                               |       |
| ---------------------------------- | ----- |
| 평론 점수 평론사 점수 올게임 [ 3 ] |       |
| 평론 점수                          |       |
| 평론사                             | 점수  |
| 올게임                             | [ 3 ] |